# كاستلداتشا
كاستلداتشا (بالإيطالية: Casteldaccia)‏ وبالصقلية كاستيداتشا (Castiddaccia) هي بلدية في مقاطعة باليرمو في صقلية الإيطالية. يبلغ عدد سكانها 11,628 نسمة وهي جزء من مدينة باليرمو العاصمة، وأسسها ماركيز لونغريني. إنه مقر شركة فيني كورفو لإنتاج النبيذ، ومصنع توماسيسلو باستا.

## السكان
في سنة 1861 بلغ عدد السكان 2٬506 نسمة، وتطور العدد ليصل في سنة 2011 لـ 10٬884 نسمة.
يظهر هذا المخطط البياني تطور النمو السكاني لـ كاستلداتشا